# Вальраф, Макс
Людвиг Теодор Фердинанд Макс Вальраф (нем. Ludwig Theodor Ferdinand Max Wallraf; 18 сентября 1859, Кёльн, Рейнская провинция — 6 сентября 1941, Оберстдорф, Бавария) — немецкий политик, государственный секретарь рейхсминистра внутренних дел Германии (министр внутренних дел), политик (ДНВП) и президент рейхстага.

## Биография
Макс Вальраф окончил Апостольскую гимназию, а затем изучал право в Бонне, Гейдельберге и Лейпциге с 1878 по 1881 год. В Бонне он был казначеем K.St.V. Arminia Bonn с 1878 по 1879 год. Из-за своего горячего увлечения рейхсканцлером Отто фон Бисмарком ему пришлось покинуть «Arminia», но в своих мемуарах он с благодарностью вспоминал о своем членстве в «Arminia» в качестве студента. Он вернулся в Бонн на летний семестр 1880 года и вступил в ударное братство «Akademischer Juristen-Verein» (с 1932 года Akademische Verbindung Rheno-Colonia — сегодня: Бонн — в Miltenberger Ring) и стал «первым» из «молодых братьев клуба» в качестве активного члена в зимнем семестре 1880/81 года. Первый брак Макса Вальрафа был с Эммой Кесселькауль († 1892). Его второй женой была Анна Паули († 1932). У него было три сына.

## Политическая деятельность
После стажировки в Верхней Силезии и Берлине Вальраф был правительственным асессором в Ахене с 1887 по 1888 год и окружным администратором в Мальмеди с 1889 по 1894 год. С 1896 по 1899 год он снова занимал ту же должность в Санкт-Гоаре. Наконец, он стал комиссаром полиции в Ахене с 1900 по 1903 год и мэром города Кельна с 1 октября 1907 по 8 августа 1917 года. Он также был членом 1-й палаты (Herrenhaus) в Пруссии с 1907 по 1917 год.
Во время Первой мировой войны Макс Вальраф вместе с принцессой Викторией передал деревянную фигуру «Кельнского крестьянина» высотой более 3 метров, созданную Вольфгангом Вальнером, для выполнения поставленной перед Гюрценихом задачи. В пользу кельнских вдов и сирот войны можно было забить гвоздь в деревянную фигуру, чтобы получить хотя бы одну отметку. Это позволило собрать почти 1,6 миллиона марок, а деревянный «Kölsche Boor» стал «Dä kölsche Boor en Iser» (Кёльнский крестьянин в железе).
С 23 октября 1917 года по 7 октября 1918 года Макс Вальраф был государственным секретарем в Рейхсминистерстве внутренних дел. Вальраф вступил в ДНВП, когда она была основана в 1918 году. С 1921 по 1924 год он был членом прусского ландтага от своей партии. В мае 1924 года Вальраф был избран в немецкий рейхстаг от ДНВП по избирательному округу 20 Кельн-Аахен и был его президентом до 1925 года. Он занимал место в парламенте в качестве депутата до 1930 года.
Он был членом НСДАП с 1 мая 1933 года.
Макс Вальраф умер 6 сентября 1941 года за несколько дней до своего 82-летия и был похоронен в семейной могиле на кельнском кладбище Мелатен (MA, между HWG и лит. P).

## Семья
Макс Вальраф был дядей Эммы Вейер, первой жены ставшего впоследствии канцлером Германии Конрада Аденауэра. Племянником был управляющий округом Фридрих Гориус.